# Lamar Crowson
John Lamar Crowson (Tampa, (Florida), 27 de maig, 1926 - Johannesburg, Sud-àfrica, 25 d'agost, 1998), va ser un pianista de concerts i músic de cambra estatunidenc.
Crowson va estudiar primer a Portland, Oregon, amb la reconeguda pedagoga Nellie Tholen, on va assistir al Reed College (1943–1948), especialitzant-se en art, història i literatura. Més tard va estudiar piano amb Arthur Benjamin, qui el va convidar a estudiar al Royal College of Music el 1948 i va ser nomenat membre del personal el 1957. Durant la dècada de 1950 va guanyar molts premis importants, com ara la Medalla d'Or Chappell, el Premi Dannreuther i la Medalla Internacional Harriet Cohen. El 1952 va ser guardonat al Concurs Reina Elisabet de Brussel·les. Això va iniciar la seva carrera com a pianista de concerts, actuant amb directors tan destacats com Sir John Barbirolli, Daniel Barenboim, Pierre Boulez, Sir Adrian Boult, Sir Colin Davis i Pierre Monteux, entre d'altres.

Crowson va ser pianista del Melos Ensemble durant molts anys. Emanuel Hurwitz, líder del Melos Ensemble, va dir: 
| « | "Quan puges a una plataforma amb algú de la seva integritat artística, no sents res més que confiança total". | » |

Els seus enregistraments amb el Melos Ensemble inclouen els quintets per a piano i vent de Beethoven i Mozart, el quintet i septet de Johann Nepomuk Hummel, el Concertino de Leoš Janáček, que va guanyar el Premi Edison i el Quintet "Trout" de Schubert. El New York Times va elogiar el seu enregistrament del Quartet per a piano de Fauré amb el Quartet Pro Arte. Va tocar i enregistrar amb el Quartet per a piano Pro Arte, Kenneth Sillito (violí), Cecil Aronowitz (viola) i Terence Weil (violoncel). També va enregistrar en 2 LP algunes de les sonates per a piano més importants de Muzio Clementi (Editions de L'Oiseau Lyre SOL 306 i 307).
Alguns dels altres artistes importants amb qui va treballar van ser Janet Baker, Itzhak Perlman, Uto Ughi i Jacqueline du Pré. Va presentar les estrenes europees de la Sonata per a clarinet i piano de Poulenc i la Fantasia de Copland. Crowson també va estrenar els Dotze Estudis de Peter Racine Fricker a Cheltenham el 1961, i el compositor li va dedicar l'obra. El 1981, Alfred Brendel va escriure que Crowson era «un dels millors pianistes de música de cambra del nostre temps».
El 1963, Crowson va viatjar a Ciutat del Cap com a examinador de l'"Associated Board of the Royal Schools of Music" i va impartir classes al "South African College of Music" de la Universitat de Ciutat del Cap de 1965 a 1968. El 1972 es va establir permanentment a Sud-àfrica, on es va convertir en un concertista destacat i va contribuir enormement a la vida musical del país, tot mantenint els seus vincles internacionals. Va ser nomenat professor de música a la UCT el 1980, de la qual va rebre un doctorat honoris causa el 1996. També va ensenyar a la "Britten-Pears Academy" de Dartington, a la Universitat de Queensland, a la Universitat James Cook de Townsville i a altres llocs. També va ser un dels pianistes més celebrats durant els primers anys del Festival Australià de Música de Cambra, que també es va celebrar a Townsville, Austràlia.
Alguns dels estudiants de Crowson van ser Clifford Benson, Ian Brown del Nash Ensemble, Niel Immelman, Jan Latham-Koenig, Gwenneth Pryor, Roucher du Toit, Melanie Horne, Steven De Groote i Ryan Daniel. Dels seus estudiants va escriure: "Els discos s'esborren; les crítiques s'esmicolen; però els bons estudiants, com els fills i els nets, perpetuen".
Crowson es va casar tres vegades i va tenir dos fills del seu primer matrimoni, John i Paul. Va morir a Johannesburg, Sud-àfrica, als 72 anys.
En el seu obituari, el New York Times va escriure: "... tot i que poc conegut als Estats Units, [ell] va ser considerat per molts col·legues com un dels millors músics de cambra del seu temps'".